# Championnat d'Islande de football 1991
Navigation
Saison précédente Saison suivante
La saison 1991 du Championnat d'Islande de football était la 80e édition de la première division islandaise. Les 10 clubs jouent les uns contre les autres lors de rencontres disputées en matchs aller et retour.
Le Fram Reykjavik, tenant du titre, a tenté de le conserver face aux neuf meilleurs clubs du pays.
C'est le Vikingur Reykjavik qui termine en tête du championnat et remporte le 5e titre de champion d'Islande de son histoire, le premier depuis 1982. Le club devance grâce à une meilleure différence de buts (+15 contre +14) le Fram Reykjavik, champion en titre.
En bas de classement, l'un des deux promus, le Víðir Garður redescend dès la fin de la saison en 2. Deild, tout comme le Stjarnan Gardabaer.

## Les 10 clubs participants
| \| Reykjavik : · Valur - KR - Fram - Vikingur KA Akureyri Breiðablik Kopavogur Víðir Garður FH Hafnarfjörður Stj. Gardabaer ÍBV Vestmannaeyjar \| Clubs participants |
| Reykjavik : · Valur - KR - Fram - Vikingur KA Akureyri Breiðablik Kopavogur Víðir Garður FH Hafnarfjörður Stj. Gardabaer ÍBV Vestmannaeyjar                          |

| Club                 | Classement 1990 | Stade            | Ville          |
| -------------------- | --------------- | ---------------- | -------------- |
| Breiðablik Kopavogur | 2. Deild        | Kópavogsvöllur   | Kopavogur      |
| Fram Reykjavik       | 1               | Laugardalsvöllur | Reykjavik      |
| FH Hafnarfjörður     | 6               | Kaplakrikavöllur | Hafnarfjörður  |
| ÍBV Vestmannaeyjar   | 3               | Hásteinsvöllur   | Vestmannaeyjar |
| KA Akureyri          | 8               | Akureyrarvöllur  | Akureyri       |
| Stjarnan Gardabaer   | 5               | Stjörnuvöllur    | Garðabær       |
| KR Reykjavik         | 2               | KR-völlur        | Reykjavik      |
| Valur Reykjavik      | 4               | Laugardalsvöllur | Reykjavik      |
| Víðir Garður         | 2. Deild        | Garðsvöllur      | Garður         |
| Vikingur Reykjavik   | 7               | Laugardalsvöllur | Reykjavik      |

## Compétition

### Classement
Le barème de points servant à établir le classement se décompose ainsi :
- Victoire : 3 points
- Match nul : 1 point
- Défaite : 0 point

| Rang | Équipe                 | Pts | J  | G  | N | P  | Bp | Bc | Diff |
| ---- | ---------------------- | --- | -- | -- | - | -- | -- | -- | ---- |
| 1    | Vikingur Reykjavik     | 37  | 18 | 12 | 1 | 5  | 36 | 21 | +15  |
| 2    | Fram Reykjavik T       | 37  | 18 | 11 | 4 | 3  | 29 | 15 | +14  |
| 3    | KR Reykjavik           | 28  | 18 | 8  | 4 | 6  | 34 | 18 | +16  |
| 4    | Valur Reykjavik C      | 26  | 18 | 8  | 2 | 8  | 30 | 24 | +6   |
| 5    | Breiðablik Kopavogur P | 26  | 18 | 7  | 5 | 6  | 26 | 27 | -1   |
| 6    | KA Akureyri            | 25  | 18 | 7  | 4 | 7  | 21 | 23 | -2   |
| 7    | ÍBV Vestmannaeyjar     | 24  | 18 | 7  | 3 | 8  | 28 | 36 | -8   |
| 8    | FH Hafnarfjörður       | 22  | 18 | 6  | 4 | 8  | 26 | 32 | -6   |
| 9    | Stjarnan Gardabaer     | 18  | 18 | 4  | 6 | 8  | 23 | 27 | -4   |
| 10   | Víðir Garður P         | 9   | 18 | 2  | 3 | 13 | 17 | 47 | -30  |

|  | Qualifié pour la Ligue des champions 1992-1993 |
|  | Qualifié pour la Coupe des Coupes 1992-1993    |
|  | Qualifié pour la Coupe UEFA 1992-1993          |
|  | Relégation en 2. Deild                         |

### Matchs
| Résultats (▼dom., ►ext.)                                   | Brei | Val | KR  | Gard | ÍBV | Fram | Við | KA  | FH  | Vik |
| Breiðablik Kopavogur                                       |      | 2-3 | 1-1 | 0-2  | 2-1 | 1-1  | 0-0 | 2-0 | 1-0 | 1-2 |
| Valur Reykjavik                                            | 2-2  |     | 0-3 | 2-2  | 1-2 | 0-1  | 0-2 | 3-1 | 8-1 | 1-0 |
| KR Reykjavik                                               | 4-0  | 0-1 |     | 1-1  | 1-0 | 2-2  | 7-1 | 1-0 | 0-0 | 1-2 |
| Stjarnan Gardabaer                                         | 0-1  | 0-3 | 0-1 |      | 3-2 | 1-0  | 1-1 | 1-1 | 2-2 | 3-4 |
| ÍBV Vestmannaeyjar                                         | 3-2  | 2-1 | 3-2 | 1-1  |     | 0-1  | 2-0 | 3-0 | 2-2 | 1-3 |
| Fram Reykjavik                                             | 3-3  | 0-1 | 1-0 | 1-0  | 3-0 |      | 4-0 | 2-1 | 2-1 | 0-2 |
| Víðir Garður                                               | 1-2  | 1-3 | 0-4 | 0-5  | 5-2 | 1-2  |     | 1-2 | 1-2 | 1-3 |
| KA Akureyri                                                | 3-1  | 1-0 | 3-2 | 1-0  | 2-3 | 1-1  | 1-1 |     | 2-1 | 0-1 |
| FH Hafnarfjörður                                           | 1-3  | 3-1 | 2-0 | 2-0  | 1-1 | 1-3  | 4-0 | 0-2 |     | 2-4 |
| Vikingur Reykjavik                                         | 0-2  | 1-0 | 1-4 | 4-1  | 6-0 | 0-2  | 3-1 | 0-0 | 0-1 |     |
| - Victoire à domicile - Match nul - Victoire à l'extérieur |      |     |     |      |     |      |     |     |     |     |

## Bilan de la saison
| Tableau d'Honneur                 |                    |
| Compétition                       | Vainqueur          |
| Championnat d'Islande de football | Vikingur Reykjavik |
| Coupe d'Islande de football       | Valur Reykjavik    |
| Supercoupe d'Islande de football  | Fram Reykjavik     |

| Qualifications européennes    |                    |
| Ligue des champions 1992-1993 | Qualifié           |
| 1er tour                      | Vikingur Reykjavik |
| Coupe des Coupes 1992-1993    | Qualifié           |
| 1er tour                      | Valur Reykjavik    |
| Coupe UEFA 1992-1993          | Qualifié           |
| 1er tour                      | Fram Reykjavik     |

| Promotion et relégation |                                 |
| Relégués en 2. Deild    | Stjarnan Gardabaer Víðir Garður |
| Promus en 1. Deild      | ÍA Akranes þor Akureyri         |

## Meilleurs buteurs
| # | Buteurs                  | Clubs                | Nb de Buts |
| - | ------------------------ | -------------------- | ---------- |
| 1 | Guðmunður Steinsson      | Fram Reykjavik       | 13         |
| 1 | Hordur Magnusson         | FH Hafnarfjörður     | 13         |
| 3 | Leifur Geir Hafsteinsson | ÍBV Vestmannaeyjar   | 12         |
| 4 | Jon Erling Ragnarsson    | Fram Reykjavik       | 11         |
| 5 | Atli Eðvaldsson          | KR Reykjavik         | 10         |
| 6 | Steindor Elison          | Breiðablik Kopavogur | 9          |